# Austro-Cyclecar
Austro-Cyclecar war ein Hersteller von Automobilen aus Österreich-Ungarn.

## Unternehmensgeschichte
Der Hutfabrikant Fritz Hückel (1885–1973) gründete 1913 das Unternehmen in Neutitschein und begann mit der Produktion von Automobilen. Der Markenname lautete Austro-Cyclecar oder nur Austro. Die Generalvertretung übernahm Eduard Schlosser. 1914 endete die Produktion. Fritz Hückel gründete nach dem Ersten Weltkrieg die Kleinautowerke Fritz Hückel in Schönau bei Neutitschein.

## Fahrzeuge
Das erste Modell 5/7 PS war ein Cyclecar. Es wurde von einem V2-Motor der NSU Motorenwerke angetrieben. Später fanden wassergekühlte V2-Motoren von Laurin & Klement Verwendung. Das Getriebe verfügte über vier Gänge. Die Kraftübertragung erfolgte mittels Ketten. Auf ein Differential wurde verzichtet. Besonderheit war die Einzelradfederung. Das Fahrzeug wog 260 kg. Der Neupreis betrug 2800 Kronen.
1914 folgte ein größeres Modell mit einem Vierzylindermotor und 14 PS Leistung. Die Motorleistung wurde über eine Kardanwelle an die Hinterachse übertragen, die nun über ein Differenzial verfügte. Das Leergewicht war mit 400 kg angegeben.

## Autorennen
Die Fahrzeuge wurden auch bei Autorennen eingesetzt. Eduard Schlosser errang am 7. September 1913 den zweiten Platz bei der Zuverlässigkeitsfahrt des Allgemeinen Motorfahrer-Verbandes (AMV) rund um den Semmering hinter Sascha Kolowrat auf Austro-Daimler Sascha. Für das Vierzylindermodell ist ein Einsatz beim Rennen von Zbraslav nach Jíloviště vom 5. April 1914 verzeichnet.